# モニック多項式
代数学におけるモニック多項式（モニックたこうしき、英: monic polynomial; モノ多項式、単多項式）は最高次係数が 1 である一変数多項式。

## 概要
変数 x に関する次数 n の多項式は、一般的に {\displaystyle c_{n}x^{n}+c_{n-1}x^{n-1}+\dotsb +c_{2}x^{2}+c_{1}x+c_{0}} の形に書くことができる。ここで、  cn ≠ 0, cn−1, …, c2, c1, c0 はこの多項式の係数と呼ばれる定数であり、特に係数 cn は最高次係数という。したがって、n-次多項式がモニックとは {\displaystyle x^{n}+c_{n-1}x^{n-1}+\dotsb +c_{2}x^{2}+c_{1}x+c_{0}} の形であることである。
モニック多項式に付随する多項式方程式の性質は、係数環 A に極めて依存する。
A が体ならば、任意の非零多項式 p はちょうど一つの同伴モニック多項式 q をもつ（明らかに q は p を主係数で割ったものである）。したがって、このとき任意の自明でない多項式方程式 p(x) = 0 はそれと同値なモニック方程式 q(x) = 0 に置き換えることができる。例えば、実二次方程式の一般形 ax2 + bx + c = 0 (a ≠ 0) は {\displaystyle x^{2}+sx+t=0\quad (s:=b/a,\ t:=c/a)} に置き換えることができる。これによって、二次方程式の一般解を {\displaystyle x={\frac {1}{2}}\left(-s\pm {\sqrt {s^{2}-4t}}\right)} というやや簡素な形に書くことができる。
他方、係数環が体でない場合には大きな違いが生じる。整域上のモニック方程式（整方程式）は代数的整数論において重要である。

## 定義
不定元（変数）を一つしかもたない多項式（一元多項式）の場合、高次から低次へ（降冪、descending powers）の順か、低次から高次へ（昇冪、ascending powers）の順に項を書き並べるのが普通である。したがって、不定元 x に関する次数 n の一元多項式は、その一般形を {\displaystyle c_{n}x^{n}+c_{n-1}x^{n-1}+\dotsb +c_{2}x^{2}+c_{1}x+c_{0}} の形に書くことができる。ここで、  cn ≠ 0, cn−1, …, c2, c1, c0 はこの多項式の係数と呼ばれる定数である。ここに、項 cn⋅xn は最高次項または主項 (leading term) と呼び、その係数 cn は最高次係数または主係数 (leading coefficient) という。
定義（一変数）多項式は、その主係数が 1 に等しいとき、モニック (monic; 主係数 1) であるという。
すなわちモニックな多項式は、n を自然数、x を変数、{\displaystyle c_{i}} を定数として、次式の形である。
{\displaystyle x^{n}+c_{n-1}x^{n-1}+\dotsb +c_{2}x^{2}+c_{1}x+c_{0}}

## 性質

### 積閉性
適当な単位的環 A および変数 x を所与として、モニック多項式全体の成す集合は多項式の乗法に関して閉じている（これは、二つの多項式の積の主項が各多項式の主項の積に等しいことから明らか）。したがって、モニック多項式の全体は、多項式環 A[x] の乗法部分半群を成す。特に、A[x] の乗法単位元である定数多項式 1 はモニックであるから、この半群はモノイドを成す。

### 半順序
多項式の整除関係をモニック多項式全体の成す集合に制限したものは、この集合上の半順序関係となる。実際、二つのモニック多項式 p, q に対し、p(x) が q(x) を整除し、かつ q(x) が p(x) を整除するならば、p, q は一致しなければならない。このことは、モニックでない一般の多項式に対しては必ずしも成り立たない（例えば、係数環が 1 以外の単元をもつときは成り立たない）から、モニックに制限しない場合の整除関係は半順序とは限らない。

## 整性
整数係数モニック方程式は整数解以外の有理数解をもたない。つまり、モニックでない方程式 2x2 + 3x + 1 = 0 は整数でない有理数解をもち得る（これはたまたま有理数解、とくに −1/2 を解にもつ）が、x2 + 5x + 6 = 0 や x2 + 7x + 8 = 0 は整数解かさもなければ無理数解しかもち得ないということである。整数係数モニック多項式の根は代数的整数と呼ばれる。
代数的整数論において、整域上のモニック多項式方程式の解は整拡大および整閉整域の理論を考えるうえで重要である。一般に、A は整域で、別の整域 B の部分環と仮定するとき、部分集合 C ⊂ B を A 上のモニック方程式を満足する B の元全体の成す集合 {\displaystyle C:=\{b\in B\mid p(b)=0\quad (\exists p\in A[x],\;p\colon {\text{ monic}})\}} とすれば、C は A を含む。（実際、任意の a ∈ A はモニック方程式 x − a = 0 を満足する。）さらに、C が加法および乗法について閉じていることが示せるから、C は B の部分環である。この環 C を A の B における整閉包と呼ぶ（B が A の商体であるときは、単に A の整閉包と呼ぶ）。また C の元は A 上整であるという。
A が有理整数環 Z で B が複素数体 C であるとき、C は代数的整数環と呼ばれる。

## 多変数の場合
通常は、多変数多項式に対して「最高次の項」は一意ではないから「モニック」の概念も意味をなさない。ただし、多変数多項式を、係数が「主変数以外の変数に関する多項式」となっているような、変数が主変数だけの「一変数多項式」とみなすことはできる。これには、どの変数を主変数とみなすかによって選択肢は複数ある。例えば、実多項式 {\textstyle p(x,y):=2xy^{2}+x^{2}-y^{2}+3x+5y-8} を考えるとき、これを y に関する一変数多項式を係数とする x に関する一変数多項式 {\displaystyle p(x,y)=1\cdot x^{2}+(2y^{2}+3)\cdot x+(-y^{2}+5y-8)\in \mathbb {R} [y][x]} と見れば、モニックである。しかし、{\displaystyle p(x,y)=(2x-1)\cdot y^{2}+5\cdot y+(x^{2}+3x-8)\in \mathbb {R} [x][y]} と見れば、最高次係数（y2 の係数）2x − 1 は 1 でないから y に関してモニックではない。
別な規約を設けることもできて、それは特にグレブナ基底の文脈では有効である。すなわち、多項式がモニックであるとは、「多変数多項式の意味での」主係数が 1 に等しいこととする。より精確に、n-変数の非零多項式 p = p(x1, …, xn) を考えるとき、同じ変数に関する「モニック」単項式全体の成す集合上の単項式順序（x1, …, xn の生成する自由可換モノイド上の全順序で、単位元を最小元にもち、多項式の乗法と両立するもの）が与えられているとする。このとき多項式 p の主項とは p の係数が消えていない（与えられた単項式順序に関して）最大の項をいい、その係数が 1 であるとき p はモニックであるという。
「多変数モニック多項式」を適当な定義のもとで考える場合は、通常の（一変数の）モニック多項式のもつ性質と共通していることが望ましい。特に上に挙げた二つの定義では、モニック多項式の積が再びモニックになる。

## 注